# Liste des évêques de Ségovie
Pour un article plus général, voir Diocèse de Ségovie.

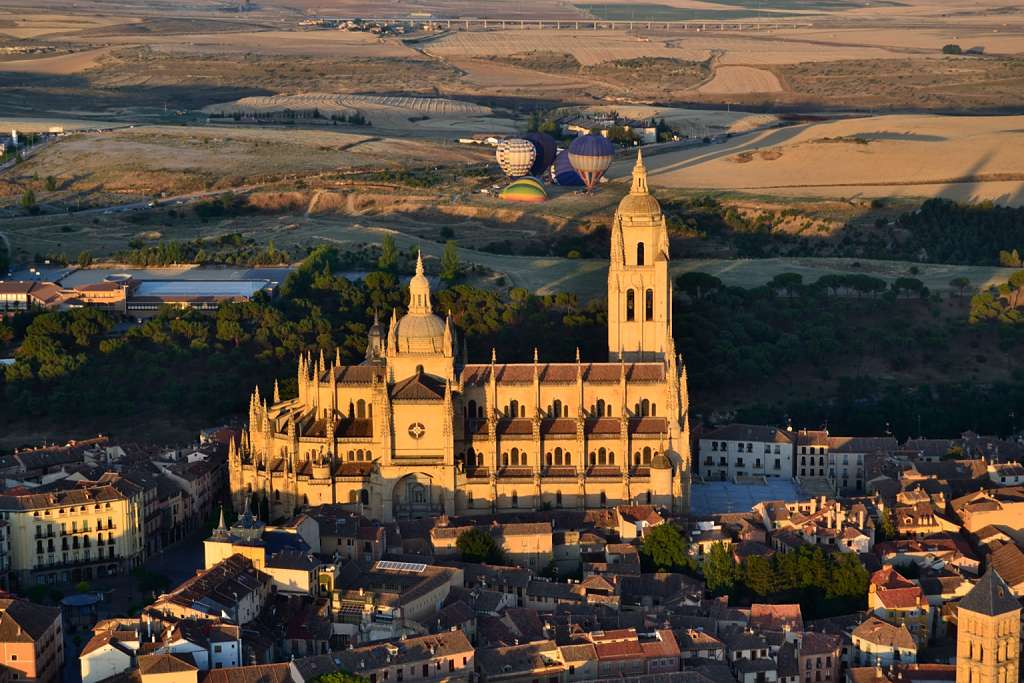
La cathédrale de Ségovie.

La liste des évêques de Ségovie recense les noms des évêques qui se sont succédé à la tête du diocèse de Ségovie en Espagne depuis sa fondation au VIe siècle. 

## Liste
- saint Jeroteo
- (inconnu) (vers 527)
- Pedro (vers 589)
- Miniciano (vers 610)
- Anserico (vers 633 - 653)
- Sinduito (vers 675)
- Deodato (vers 681 - 688)
- Decenio (vers 693 - 695)
- Ilderedo (vers 940)
- Pedro de Agén (1112-¿1149?)
- Juan (1149-1151)
- Vicente (1154-1156)
- Guillermo (1158-1170)
- Gonzalo (1177-1192)
- Gutierre Girón (1195)
- Gonzalo I. Miguel (1196-1211)
- Gerardo (1214-h. 1224)
- Bernardo (1224-1248)
- Rodrigo (1248-1249)
- Raimundo Losanna (1249-1259)
- Martín (1260-1264)
- Fernando Velázquez (1265-1277)
- Rodrigo Tello (1279-1288)
- Blas (1289-1300)
- Fernando Sarracín (1301-1318)
- Benito Pérez (1318-1319)
- Amado (1320-1321)
- Pedro de Cuéllar (1324-1350)
- Blasco de Portugal (1351-1353)
- Pedro Gómez Gudiel (1353-13..)
- Gonzalo II. (1355-1358)
- Juan Lucero (1361-13..)
- Martín de Cande (1364-13..)
- Juan Sierra (1370-1374)
- Gonzalo III. (1374)
- Hugo de Alemania (1374-1388)
- Juan Serrano (1388-1389)
- Gonzalo González de Bustamante (1389-1392)
- Alfonso de Frias (1392-1394)
- Alfonso Correa (1394-1398)
- Juan Vázquez de Cepeda (1398-1437)
- Lope de Barrientos (1438-1441)
- Juan de Cervantes (1441-1449)
- Luis de Acuña y Osorio (1449-1456)
- Fernando López de Villaescusa (1457-1460)
- Juan Arias de Ávila (1461-1497)
- Juan Arias de Villar (1498-1501)
- Juan Ruiz de Medina (1502-1507)
- Fadrique de Portugal Noreña, O.S.B. (1508-1519) (aussi évêque de Sigüenza)
- Diego Ribera de Toledo (1511-1543)
- Antonio Ramírez de Haro (1543-1549)
- Gaspar de Zúñiga y Avellaneda (1550-1558) (aussi archevêque de Saint-Jacques-de-Compostelle)
- Francisco de Santa María Benavides Velasco, O.S.H. (1558-1560)
- Martín Pérez de Ayala (1560-1564) aussi archevêque de Valence
- Diego de Covarrubias y Leiva (1564-1577) (aussi archevêque de Cuenca)
- Francisco Sancho Allepuz (1577-1578)
- Gregorio Antonio Gallo de Andrade (1577-1579)
- Luis Tello Maldonado (1580-1581)
- Andrés Cabrera Bobadilla (1582-1586) (aussi archevêque de Saragosse)
- Francisco Ribera Obando, O.S.A. (1586-1587)
- Andrés Pacheco (1587-1601) (aussi évêque de Cuenca)
- Maximiliano de Austria (1601-1603) (aussi archevêque de Saint-Jacques de Compostelle)
- Pedro Castro Nero (1603-1611) (aussi archevêque de Valence)
- Antonio Idiáquez Manrique (1613-1615)
- Juan Vigil de Quiñones y Labiada (1616-1617)
- Alfonso Márquez de Prado (1618-1621)
- Iñigo Brizuela Artiaga, O.P. (1622-1624)
- Melchor Moscoso Sandoval (1624-1626)
- Mendo de Benavides (1633-1640) (aussi évêque de Cartagène)
- Pedro Tapia, O.P. (1641-1645) (aussi évêque de Sigüenza)
- Pedro Neila (1645-1648)
- Francisco de Araujo (1648-1656)
- Juan del Pozo Horta, O.P. (1656-1660)
- Francisco de Zárate y Terán (1661-1664)
- Diego Escolano y Ledesma (1664-1668)
- Jerónimo Mascareñas (1668-1671)
- Matías Moratinos Santos (1672-1682)
- Francisco Antonio Caballero (1683)
- Andrés de Angulo (1685-1687)
- Fernando de Guzmán (1688-1694)
- Bartolomé de Ocampo y Mata (1694-1699)
- Baltasar de Mendoza y Sandoval (1699-1727)
- Domingo Valentín Guerra Arteaga y Leiba (1728-1742)
- Diego García Medrano (1742-1752)
- Manuel Murillo Argáiz (1752-1765)
- Juan José Martínez Escalzo (1765-1773)
- Alfonso Marcos Llanes (1774-1783) (aussi archevêque de Séville)
- Juan Francisco Jiménez del Río (1785-1795) (aussi archevêque de Valence)
- José Sáenz Santamaría (1797-1813)
- Isidoro Pérez Celis, O.S. Cam. (1814-1827)
- Isidoro Bonifacio López Pulido, O.S.B. (1827-1827)
- Juan Nepomuceno Lera Cano (1828-1831)
- Joaquín Briz, O.P. (1831-1837)
- Francisco de La Puente, O.P. (1848-1854)
- Rodrigo Moreno Echevarría Briones, O.S.B. (1857-1875)
- Antonio García y Fernández (1876-1890)
- José Proceso Pozuelo y Herrero (1890-1898) (aussi évêque de Cordoue)
- José Ramón Quesada y Gascón (1898-1900)
- José Cadena y Eleta (1901-1904) (aussi évêque de Vitoria)
- Julián Miranda y Ristuer (1904-1913)
- Remigio Gandásegui y Gorrochátegui (1914-1920) (aussi archevêque de Valladolid)
- Manuel de Castro y Alonso (1920-1928) (aussi archevêque de Burgos)
- Luciano Pérez Platero (1929-1944) (aussi archevêque de Burgos)
- Daniel Llorente y Federico (1944-1969)
- Antonio Palenzuela Velázquez (1969-1995)
- Luis Gutiérrez Martín, C.M.F. (1995-2014)
- César Augusto Franco Martínez (es) (2014-2024)
- Jesús Vidal Chamorro (2024-...)